# Liste der Straßen und Plätze in Meiningen
Die Liste der Straßen und Plätze in Meiningen zeigt eine Übersicht der Straßen und Plätze in der südthüringischen Kreisstadt Meiningen. Es existieren rund 450 Straßen und Plätze (Stand: Januar 2024) mit Wohnbebauung, Gewerbeansiedlungen und Freizeiteinrichtungen. Straßen und Wege ohne Bebauung wurden nicht berücksichtigt. Die Liste erhebt jedoch keinen Anspruch auf Vollständigkeit. Einige bedeutende Straßen und Plätze werden im Artikel → Meininger Straßen und Plätze etwas näher beschrieben und sind hier dorthin verlinkt.
Aktuell gültige Straßenbezeichnungen sind in Fettschrift angegeben, nach Umbenennung oder Überbauung nicht mehr gültige Bezeichnungen in Kursivschrift.

## A
Ackerstraße, Wohngebiet „Schafhof“ – Stadtteil Ost
Name entstammt einem Flurnamen.
Adelheidstraße, Stadtteil Ost
1902 benannt nach der Prinzessin Adelheid, Gräfin von Lippe-Biesterfeld (1870–1948), Gemahlin von Prinz Friedrich von Sachsen-Meiningen.
Almweg, Wohngebiet „Kleintirol“ – Südoststadt
Name bezieht sich auf die anliegenden Almen.
Alte Chaussee, Ortsteil Dreißigacker
Chaussee, Lage im Süden des Ortes.
Alte Henneberger Straße, Zentrum
einst Straße mit mittelalterlicher Steinbrücke über den Mühlgraben, führte zur Brücke am Wehr, heute schließt sich mit einer neuen Brücke die → Henneberger Straße an.
Alte Kirchgasse, → Kirchgasse, östliche Altstadt
eine der ältesten Gassen der Stadt, bis zirka 1647 Bachgässlein, bis 2010 Kirchgasse, führt südlich zur Stadtkirche.
Am Alten Flugplatz, Industriegebiet „Rohrer Berg“
Lage auf dem ehemaligen Meininger Flugplatz „Rohrer Berg“.
Am Anger, Stadtteil Helba
Anger, Dorfplatz, Ortsmittelpunkt.
Am Berg, Nordweststadt
Name bezieht sich auf die Lage am Herrenberg.
Am Bibrasberg, Stadtteil Ost
Straße liegt am gleichnamigen Berg, benannt nach der hier einst ansässigen Familie „von Bibra“.
Am Bielstein, Zentrum
benannt nach einem Bergfelsen vor Ort, anliegend die ehemalige Meininger Privatbrauerei.
Am Denkmal, Ortsteil Dreißigacker
benannt nach einem Denkmal vor Ort.
Am Dicken Baum, Stadtteil Ost
1914 umbenannt in → Friedrichstraße.
Am Dietrich, Weststadt
Name des anliegenden gleichnamigen Berges, hier befindet sich die Goetz-Höhle.
Am Drachenberg, Stadtteil Ost
Name des anliegenden gleichnamigen Berges.
Am Dreieck, Stadtteil Ost
benannt nach der Form einer Straßenkreuzung vor Ort.
Am Flutgraben, Stadtteil Ost
Flurname, anliegend das Dampflokwerk Meiningen.
Am Frauenbrunnen, Stadtteil Ost
Bezeichnung entstammt einem Brunnen, der die Stadt mit Wasser versorgte.
Am Gänsberg, Ortsteil Wallbach
östlich der Ortsmitte, erweitert ab 2020 mit den Straßen Gänsberg und Plan.
Am Gänsebrunnen, Ortsteil Stepfershausen
Lage im Ortskern, benannt am anliegenden Gänsebrunnen.
Am Graben, Ortsteil Herpf
südlich des Ortszentrums.
Am Haselbusch, → Leninstraße (bis 1990), Stadtteil Jerusalem
nach 1960 angelegt, benannt nach einem Flurnamen.
Am Holunderstrauch, Ortsteil Dreißigacker
Flurname, Eigenheimgebiet.
Am Hölzlein, Ortsteil Dreißigacker
Flurname, Standort von medizinischen Einrichtungen und einem Pflegeheim.
Am Kieselrod, Wohngebiet „Kleintirol“ – Südoststadt
benannt nach einem Flurnamen.
Am Kiliansberg, → Kalininring (1982-1990), Stadtteil Jerusalem
Namensgeber ist der anliegende gleichnamige Berg.
Am Kirchacker, Ortsteil Dreißigacker
nach 1990 neu angelegte Wohnstraße.
Am Kirchbrunnen, Stadtteil Ost
benannt nach einem Brunnen, der die Stadt mit Wasser versorgte.
Am Kirschengründchen, Ortsteil Dreißigacker
Flurname, Kirsche, einst Standort von Obstbäumen.
Am Köpflein, Wohngebiet „Am Weißbachtal“, Dreißigacker-Süd
Flurname.
Am Kreuzberg, Südweststadt
Name des anliegenden gleichnamigen Berges.
Am Kurzen Weg, Südoststadt
geografische Wegbezeichnung.
Am Langen Rain, Wohngebiet „Weidig“ – Zentrum
benannt nach einem Flurnamen.
Am Mailein, Wohngebiet „Schafhof“ – Stadtteil Ost
Flurname.
Am Martensgraben, Stadtteil Ost
Flurname, führt von der → Dolmarstraße auf den Drachenberg.
Am Mittleren Rasen, → Mittlere Pforte, Zentrum
Straße am ehemaligen westlichen (mittleren) Stadttor, führt über die Werrawiesen zur „Georgsbrücke“ über die Werra, mit Stadtvillen bebaut.
Am Neuberg, Ortsteil Sülzfeld
nach 2010 neu angelegtes Wohngebiet.
Am Neuen Thor, Zentrum
Straße am ehemaligen östlichen Stadttor, seit 1874 Teil der → Unteren Kaplaneistraße.
Am Pachtersgrund, Ortsteil Dreißigacker
nach 1990 neu angelegtes Wohngebiet.
Am Pulverrasen, Zentrum
Weg auf der Flussaue zwischen Werra und Mühlgraben vor der südwestlichen Stadtmauer, benannt nach dem Pulverturm vor Ort.
Am Roten Berg, Ortsteil Walldorf
östlicher Ortsrand.
Am Roten Haus, Ortsteil Walldorf
Ortszentrum, bis 2019 Marienstraße (Walldorf).
Am Roten Hügel, Ortsteil Sülzfeld
nach 2010 neu angelegtes Wohngebiet.
Am Schelmengraben, Stadtteil Ost
benannt nach einem Flurnamen, Erosionsrinne, „Schelm“ bedeutet mittelhochdeutsch Aas.
Am Schulgarten, Ortsteil Henneberg
nördliche Ortslage, Eigenheim-Neubaugebiet.
Am Stein, Stadtteil Nord
benannt nach einem Flurnamen.
Am Steinernen Berg, Stadtteil Ost
beschreibt die Beschaffenheit des anliegenden Berges.
Am Steingraben, → Leninstraße (bis 1990), Stadtteil Jerusalem
Flurname, nach 1960 angelegt.
Am Still, Ortsteil Sülzfeld
Lage im Gewerbegebiet „Am Still“ am östlichen Ortsrand.
Am Stückelgarten, Ortsteil Dreißigacker
Flurname, Lage im Gewerbegebiet.
Am Wandervogel, Wohngebiet „Wandervogel“ – Stadtteil Ost
wie das gesamte Wohngebiet benannt nach dem Haus der „Deutschen Wandervogel Bewegung“.
Am Wasser, Ortsteil Herpf
Lage im südöstlichen Ortskern.
Am Wehr, Südstadt
Straße gelegen am im 19. Jahrhundert erbauten Wehr an der Werra, darüberführende Stahlbrücke nach 1990 abgerissen.
Am Weidig, Wohngebiet „Weidig“ – Zentrum
Straße im gleichnamigen, nach 1874 entstandenen Stadtteil, benannt nach einem Flurnamen.
Am Weiher, Ortsteil Stepfershausen
südöstliche Ortslage, bis 2019 Neuer Weg.
Am Weißbachtal, Ortsteil Dreißigacker
Flurname, Namensgeber für das gleichnamige Wohngebiet.
Amalienruher Weg, Ortsteil Sülzfeld
Lage im Gewerbegebiet „Am Still“, führt zum Gut Amalienruh.
Amselsteig, Wohngebiet „Wandervogel“ – Stadtteil Ost
benannt nach der Vogelart Amsel.
Amselweg, Ortsteil Herpf
benannt nach der Vogelart Amsel.
An der Haig, Ortsteil Herpf
Lage im Nordwesten des Ortes am Gewerbegebiet.
An der Hauptstraße, Ortsteil Dreißigacker
führt durch den Ort zur → Herpfer Straße, bis 2019 Hauptstraße (Dreißigacker) und Meininger Straße, 2020 Abstufung von einer Landesstraße zur kommunalen Straße.
An der Heuleite, Stadtteil Ost
hergeleiteter Flurname.
An der Kapelle, Ortsteil Dreißigacker
Lage nahe der Ortskirche.
An der Klinge, Ortsteil Walldorf
am südlichen Ortsrand, Eigenheim-Neubaugebiet.
An der Morgenleite, → Rosa-Luxemburg-Straße (bis 1990), Stadtteil Ost
entstammt einem Flurnamen.
An der Oberen Linde, Ortsteil Dreißigacker
Platz westlich vom Ortskern, Standort einer Linde.
An der Oberen Mauer, Altstadtviertel „Töpfemarkt“
eine der ältesten Gassen der Stadt, gelegen an der südlichen Stadtmauer.
An der Quelle, Wohngebiet „Am Weißbachtal“, Dreißigacker-Süd
benannt nach einer Quelle.
An der Unteren Linde, Ortsteil Dreißigacker
Hauptplatz, Anger, Standort der Dorflinde.
An den Röthen, Stadtteil Ost
hergeleiteter Flurname.
An der Sandsteinhöhle, Ortsteil Walldorf
Fuß- und Fahrweg zur Märchen- und Sandsteinhöhle.
An der Wehd, Ortsteil Sülzfeld
südöstliche Ortslage, bindet an die Landesstraße 3019 an, bis 2023 Ringstraße.
An der Winde, Ortsteil Dreißigacker
Flurname, Lage im Gewerbegebiet.
Anger, Ortsteil Walldorf
Lage im Ortskern.
Anton-Ulrich-Straße, → Obere Marktgasse (bis 1874), Altstadt
benannt nach Herzog Anton Ulrich von Sachsen-Meiningen (1687–1763).
Auf dem Drachenberg, Stadtteil Ost
benannt nach dem gleichnamigen Berg, anliegend das Bildungszentrum der Thüringer Polizei.
Auf dem Mittleren Rasen, Zentrum
Name seit 1896, kleiner Straßenzug auf einer Werraaue westlich der Altstadt → Am Mittleren Rasen.
Auf der Höhe, Ortsteil Dreißigacker
nach einer topografischen Begebenheit, Lage im Gewerbegebiet.
Auf der Rinn, Ortsteil Sülzfeld
nach 2010 neu angelegtes Wohngebiet.
August-Bebel-Straße, Zentrum
August Bebel, Politiker und Revolutionär, 1990 in → Bernhardstraße rückbenannt.

## B
Bachgässlein, Altstadt
ab zirka 1647 Kirchgasse, seit 2010 → Alte Kirchgasse.
Bachstraße, → Rathenaustraße (bis 1990), Stadtteil Ost
Namensgeber ist Johann Ludwig Bach (1677–1731) Kapellmeister und Komponist, gehörte zum Meininger Familienzweig der Familie Bach.
Badergasse, Ortsteil Sülzfeld
im Ortskern.
Bahnhofsstraße, Ortsteil Walldorf
führt von der Ortslage zum Bahnhof, Gewerbegebiet und zur Bundesstraße 19.
Barbarastraße, Stadtteil Jerusalem
angelegt nach 1995 auf dem Gelände der ehemaligen Barbarakaserne, Eigenheimgebiet.
Bauerbacher Straße, Ortsteil Einödhausen
benannt nach dem Nachbarort Bauerbach.
Baumbachstraße, Weststadt
benannt nach dem Schriftsteller und Botaniker Rudolf Baumbach (1840–1905).
Baumschulenweg, Stadtteil Ost
benannt nach einer ehemaligen Forsteinrichtung.
Baumschulenweg, Ortsteil Sülzfeld
östliche Ortslage, 2024 in → Zum Brüssig umbenannt.
Bechsteinstraße, Südstadt
benannt nach dem Schriftsteller und Archivar Ludwig Bechstein (1801–1860).
Bella-Aul-Straße, → Kasernenstraße (bis ca. 1900 und 1990–2016), → Knochenhauerstraße (ca. 1900–1955), Zentrum
1955 benannt nach Bella Aul, jüdische Frauenrechtlerin und Widerstandskämpferin im Zweiten Weltkrieg.
Bergweg, Südoststadt
Name durch Lage am Bibrasberg.
Bergstraße, Ortsteil Dreißigacker
1995 angelegt, anliegend Gesundheitszentren und das Klinikum Meiningen.
Berkeser Straße, Südweststadt – Dreißigacker
1991 angelegt, Haupterschließungsstraße des Gewerbegebiets Dreißigacker, ab 2020 Status Landesstraße 2621.
Berliner Straße, Stadtteil Ost
benannt nach der Hauptstadt Berlin, die Meiningen nach dem Stadtbrand von 1874 großzügig beim Wiederaufbau unterstützte, mit 1,6 Kilometer die viertlängste innerstädtische Straße der Stadt.
Bernhardstraße, → August-Bebel-Straße (1945-1990), Zentrum
repräsentativste Straße Meiningens, 1821 benannt nach Herzog Bernhard I. (1649–1706) von Sachsen-Meiningen.
Bettenhäuser Straße, Ortsteil Dreißigacker
Bettenhausen (Rhönblick), nahe gelegener Ort, führt zum Gewerbegebiet.
Bismarckstraße, (1880–1945), Zentrum
Otto von Bismarck (1815–1898), erster deutscher Reichskanzler, seit 1990 → Neu-Ulmer-Straße.
Blumenstraße, Wohngebiet „Schafhof“ – Stadtteil Ost
Begriff aus der Botanik.
Bodenweg, → Otto-Nuschke-Straße (bis 1990), Stadtteil Nord
benannt nach einem Flurnamen, früher auch „Totenfeld“ genannt.
Brückenmühle, Ortsteil Walldorf
Teil der Landesstraße 1124, führt zur → Landsberger Straße der Kernstadt, anliegend ehemalige Mühle und heutiger Landgasthof „Brückenmühle“.
Brückenweg, Stadtteil Nord
benannt nach der „Eselsbrücke“, die über die Werra zum Stadtteil Am Weidig führt.
Brunnengasse, Ortsteil Walldorf
südlicher Ortskern.
Brunnenweg, Südweststadt
Name bezieht sich auf einen Brunnen, der die Stadt mit Wasser versorgte.
Buchenbergweg, Wohngebiet „Am Weißbachtal“, Dreißigacker-Süd
Flurname.
Büchsengasse, nördliche Altstadt
beim Stadtbrand 1874 vernichteter Straßenzug, heute etwa → Eduard-Fritze-Straße.
Burggasse, westliche Altstadt
Gasse führte im Mittelalter zum südlichen Tor der Würzburger Burg.
Burggasse, Ortsteil Stepfershausen
westliche Ortslage, führt zur Kirche.
Burgweg, Ortsteil Henneberg
südliche Ortslage, führt zur Burg Henneberg.

## C
Charlottenstraße, → Straße der Gesundheit (1949-1990), Zentrum
1859 benannt nach Prinzessin Charlotte von Preußen (1831–1855), Gemahlin von Erbprinz Georg, dem späteren Herzog Georg II. von Sachsen-Meiningen (1826–1914), anliegend am Englischen Garten.

## D
Dahlienweg, Wohngebiet „Blumenviertel“ – Stadtteil Ost
Dahlien, Pflanzengattung, Blume.
Dammstraße, Stadtteil Nord
Name nach örtlicher Aufschüttung gegen das Hochwasser der Werra.
Defertshäuser Weg, Stadtteil Nord
Straße führt zu der Siedlung „Defertshausen“ zwischen Werra und → Landsberger Straße.
Die Fitz, Zentrum
verbindet die → Bernhardstraße mit der → Karlsallee.
Dr.-Romberg-Straße, Ortsteil Dreißigacker
Moritz Heinrich Romberg, Neurologe, 2013 erbaute Straße nahe dem Klinikum Meiningen.
Dolmarstraße, Stadtteil Nord – Stadtteil Helba
Dolmar, ein nahe gelegener Berg vulkanischen Ursprungs, Status: Bundesstraße 19, Autobahnzubringer A71 / AS Meiningen-Nord, mit 1,8 Kilometer die zweitlängste innerstädtische Straße der Stadt.
Donopskuppe, Stadtteil Ost
Lage am gleichnamigen Berg, östlich der → Schallerstraße, benannt nach Kanzler Georg Karl Wilhelm Philipp von Donop (1767–1845).
Donopsstraße, Stadtteil Ost
führt von der → Berliner Straße zur → Donopskuppe.
Dorfstraße, Ortsteil Sülzfeld
Hauptstraße durch den Ortskern.
Dorfstraße, Nordweststadt
ehemalige Bezeichnung für die Ortsstraße der Siedlung „Defertshausen“, seit 2010 → Flurschützenweg.
Drachenbergstraße, Wohngebiet „Schafhof“ – Stadtteil Ost
ehemaliger Feldweg, führt auf den gleichnamigen Berg.
Dreißigackerer Straße, Südweststadt
benannt nach dem Ortsteil Dreißigacker, dahin führend.
Drosselweg, Wohngebiet „Wandervogel“ – Stadtteil Ost
Drossel, Singvogel.

## E
Eduard-Doebner-Straße, Wohngebiet „Weidig“ – Zentrum
1937 benannt nach Eduard Doebner (1852–1927), Schulrat und Historiker.
Eduard-Fritze-Straße, → Wörthstraße (ab 1874), → Friedrich-Engels-Straße (1945-1990), Zentrum
nach dem Stadtbrand von 1874 neu trassierte Straße etwa an Stelle der → Büchsengasse, benannt nach dem Architekten und Hofbaurat Eduard Fritze (1849–1926).
Eduard-Weitsch-Weg, Wohngebiet „Am Weißbachtal“, Dreißigacker-Süd
Eduard Weitsch (1883–1955), Pädagoge.
Eleonorenstraße, Zentrum
nach dem Stadtbrand von 1874 neu trassierte Straße etwa an Stelle der → Salzmannsgasse, benannt nach Herzogin Luise Eleonore von Sachsen-Meiningen.
Elisabeth-Schumacher-Straße, → Schulstraße (bis 2019), Zentrum
führt zum Evangelischen Gymnasium (ehemals Realgymnasium), benannt nach Elisabeth Schumacher, Widerstandskämpferin der Roten Kapelle, sie wohnte hier von 1915 bis 1921.
Elsa-Brändström-Straße, Wohngebiet „Weidig“ – Zentrum
1931 benannt nach Elsa Brändström (1888–1948), schwedische Krankenschwester und Philanthropin.
Elsterweg, Wohngebiet „Wandervogel“ – Stadtteil Ost
benannt nach dem Rabenvogel Elster.
Emmrichstraße, Stadtteil Ost
Anton Emmrich (1820–1897), Geheimer Hofrat und Ehrenbürger (1896) der Stadt.
Engelsgässchen, Altstadt
1874 durch den Stadtbrand vernichteter Straßenzug, heute etwa → Ludwig-Chronegk-Straße.
Ernestinerstraße, → Lange Gasse (bis 1874), Altstadt
die Ernestiner, eine Linie des Adelsgeschlecht Wettin, dem das Haus Sachsen-Meiningen abstammt.
Ernst-Thälmann-Straße, (1945–1990), Zentrum
Ernst Thälmann (1886–1944), Vorsitzender der KPD, 1944 erschossen, seit 1990 → Neu-Ulmer-Straße.
Ernststraße, Stadtteil Ost
benannt nach Prinz Ernst von Sachsen-Meiningen (1859–1941).
Eselsberg, Stadtteil Welkershausen
geografische Bezeichnung.

## F
Falkenweg, Wohngebiet „Wandervogel“ – Stadtteil Ost
Falken, Greifvögel.
Feodorenstraße, Zentrum
benannt nach Herzogin Feodora zu Hohenlohe-Langenburg (1839–1872), 2. Gemahlin von Herzog Georg II.
Finkenweg, Wohngebiet „Wandervogel“ – Stadtteil Ost
Finken, Singvogelgattung.
Fischergasse, westliche Altstadt
Name von Personen oder der Berufsgruppe hergeleitet.
Fliederhain, Weststadt
Flurname, Fortsetzung vom →Weingartental.
Fliederweg, Stadtteil Ost
Flieder, 2011 erbaute Straße im „Blumenviertel“.
Flurschützenweg, → Dorfstraße – Stadtteil Nord
Straße in der Siedlung „Defertshausen“.
Forstgasse, Stadtteil Helba
Forst, bewirtschafteter Wald, Lage am Waldrand.
Frankenthal, Stadtteil Ost
Flurname, führt zur → „Rohrer Stirn“.
Freier Platz, Ortsteil Walldorf
Platz im Ortskern, Teil der Landesstraße 2624.
Freiheitsstraße, Stadtteil Ost
liegt nahe der → Dolmarstraße, unterhalb der Drachenbergkaserne.
Freitagsgasse, Altstadtviertel „Töpfemarkt“
eine der ältesten Gassen der Stadt, im Zweiten Weltkrieg stark zerstört, Name von Personen hergeleitet.
Friedenssiedlung, Stadtteil Ost
Straße und Wohngebiet unterhalb der Drachenbergkaserne, anliegend das Bildungszentrum der Thüringer Polizei.
Friedensstraße, Ortsteil Walldorf
südlicher Ortsrand, Eigenheim-Neubaugebiet.
Friedrich-Becker-Straße, Stadtteil Ost
benannt nach Friedrich Becker, einem Vorkämpfer der Kriegsopferbewegung von 1927.
Friedrich-Engels-Straße, nördliche Altstadt
Friedrich Engels, Politiker und Unternehmer, seit 1990 → Eduard-Fritze-Straße.
Friedrichstraße, → Am dicken Baum, Stadtteil Ost
1914 benannt nach Prinz Friedrich von Sachsen-Meiningen (1861–1914).
Fritz-Aßmus-Straße, Ortsteil Walldorf
benannt nach Fritz Aßmus, Landesstraße 2624, führt zum Bahnhof und zur Bundesstraße 19, anliegend ein Pflegeheim.

## G
Gartenstraße, → Rohrer Weg, Wohngebiet „Schafhof“ – Stadtteil Ost
benannt nach den einst anliegenden herzoglichen Gartenanlagen.
Gasse hinter der Mauer, nördliche Altstadt
alter Name für die → Zwingergasse.
Gasse vor der Gans, Altstadt
seit 1475, hier befand sich eine Fleischbank und eine Schau für Tuchwaren, ab 1843 → Töpfemarkt (Töpfenmarkt/Töpfermarkt).
Georg-Leubuscher-Straße, → Paul-Vogt-Straße, Stadtteil Ost
benannt nach dem Mediziner und Sozialreformer Georg Leubuscher (1858–1916), Direktor des Georgenkrankenhauses.
Georgstraße, → Untere Marktgasse, Untere Marktstraße (bis 1874), Zentrum
benannt nach dem Herzog Georg I. von Sachsen-Meiningen, 1998 neugestaltete Hauptgeschäftsstraße, vorwiegend klassizistische Bauten.
Gerhart-Hauptmann-Straße, Stadtteil Ost
benannt nach dem Dichter und Literatur-Nobelpreisträger Gerhart Hauptmann (1862–1946).
Gleimershäuser Straße, Ortsteil Dreißigacker
Gleimershausen, naheliegender Ort, Lage im Gewerbegebiet.
Goethestraße, Stadtteil Ost
benannt nach Johann Wolfgang von Goethe, besuchte oft dienstlich und privat die Stadt.
Goethestraße, Ortsteil Walldorf
südliche Ortslage, ab 2020 Teil vom → Neues Viertel.
Grundweg, Ortsteil Sülzfeld
Lage am östlichen Ortsrand.
Günter-Raphael-Straße, → Karl-Zeitz-Straße, Stadtteil Ost
benannt nach dem Komponisten Günter Raphael (1903–1960).
Gutsstraße, → Straße der Befreiung (1950-1990), Wohngebiet „Schafhof“ – Stadtteil Ost
anliegend an dem einstigen städtischen Gutshof.

## H
Hadlerweg, Ortsteil Dreißigacker
nördliche Ortsrandlage.
Halbestadtstraße, (bis 1880), Zentrum
erbaut auf dem ehemaligen äußeren Stadtgraben der Stadtbefestigung, heute → Neu-Ulmer-Straße.
Hans-von-Bülow-Straße, Stadtteil Ost
benannt nach dem Komponisten und Dirigenten Hans von Bülow (1830–1894), hiesiger Hofkapellmeister von 1880 bis 1885.
Harleser Straße, Ortsteil Einödhausen
benannt nach dem benachbarten Ort Unterharles, bis 2019 Henneberger Straße.
Haselbacher Straße, Ortsteil Sülzfeld
führt in den Nachbarort Haselbach.
Hauptstraße, Ortsteil Stepfershausen
führt durch den Ort, Status: Landesstraße 1124.
Heimengasse, Ortsteil Henneberg
östlich vom Ortskern.
Heimstraße, → Stötzerstraße (bis 1945), → Robert-Blum-Straße, Stadtteil Nord
1990 benannt nach Johann Wilhelm Heim (1709–1778), Oberbürgermeister und Hofadvokat.
Heinrich-Heine-Straße, Stadtteil Nord
benannt nach dem Schriftsteller Heinrich Heine (1797–1856).
Helenenstraße, → Straße des 7. Oktober (1949-1990), Weststadt
Villenviertel, 1899 benannt nach Helene Freifrau von Heldburg (1839–1923), 3. Gemahlin von Herzog Georg II., Schauspielerin, Mitinitiatorin der Meininger Theaterreform.
Henneberger Hauptstraße, Ortsteil Henneberg
örtliche Hauptstraße, südlicher Abschnitt Kreisstraße 2526, anliegend die Ortsteilverwaltung, der Kindergarten und die Grundschule Henneberg, bis 2019 Hauptstraße.
Henneberger Straße, Südweststadt
benannt nach dem Ortsteil Henneberg, dahin führend, Autobahnzubringer zur A71, AS Meiningen-Süd.
Hermannsfelder Straße, Ortsteil Henneberg
westlich vom Ortskern, benannt nach dem Nachbarort Hermannsfeld.
Herpfer Straße, Ortsteil Dreißigacker
benannt nach dem Ortsteil Herpf, dahin führend.
Herrenbergstraße, Weststadt
benannt nach dem anliegenden gleichnamigen Berg.
Herrengasse, Ortsteil Dreißigacker
Lage im Ortskern, seit 2010 → Struppgasse.
Herrengasse, Ortsteil Herpf
Lage im Ortskern.
Herrenstück, Stadtteil Ost
Flurname, Namensgeber für gleichnamiges Eigenheimgebiet.
Hessengasse, Ortsteil Dreißigacker
Land Hessen, Lage im Ortskern.
Heuweg, Wohngebiet „Am Weißbachtal“, Dreißigacker
Flurname.
Hinter den Gärten, Ortsteil Stepfershausen
nördlicher Ortsrand, Neubaugebiet.
Hinter der Dorfmauer, Ortsteil Stepfershausen
nördliche Ortslage.
Hinter der Mauer, Altstadt
alter Name für → Mauergasse.
Hinter der Rinne, Ortsteil Stepfershausen
Lage im Ortskern.
Hintere Gasse, Ortsteil Stepfershausen
Lage im Ortskern.
Hohe Leite, Südweststadt
benannt nach einem Flurnamen.
Hospitalgasse, nördliche Altstadt
alter Name für → Klostergasse.
Hotzelgasse, Ortsteil Herpf
Lage im Dorfzentrum.
Hutzelgasse, Ortsteil Henneberg
Lage im Ortskern.

## I
Im Gässchen, Ortsteil Stepfershausen
im Ortskern, anliegend die Ortsteilverwaltung.
Im Graben, Ortsteil Wallbach
Flurname.
Im Schlossgarten, OrtsteilStepfershausen
westlicher Dorfrand.
Im Steinhauck, Ortsteil Stepfershausen
nördlich der Ortsmitte.
Im Toracker, OrtsteilWallbach
südlich der Ortsmitte.
In den Seegärten, Zentrum
benannt nach einem Flurnamen, Villenviertel → Nachtigallenstraße.
In der Ecke, Ortsteil Wallbach
in der Ortsmitte, 2020 erweitert um einen Teil der Schulstraße (Wallbach).
In der Gasse, Ortsteil Wallbach
in der Ortsmitte.
In der Helba, Stadtteil Nord
Straßenzug im Tal des Flüsschens Helba, führt in den Stadtteil Helba.
In der Holln, Ortsteil Herpf
Hauptstraße, Status: Landesstraße 2621, führt nach Dreißigacker und Meiningen-Kernstadt.
Industriestraße, Ortsteil Walldorf
im Gewerbegebiet an der B19.
Innsbrucker Weg, Wohngebiet „Kleintirol“ – Südoststadt
benannt nach der Tiroler Hauptstadt Innsbruck.
Invalidenstraße, Walldorf
Lage im Süden des Ortes.

## J
Jägergasse, Ortsteil Hennberg
westliche Ortslage.
Jakob-Schröter-Straße, Wohngebiet „Weidig“ – Zentrum
benannt nach Jakob Schröter (1570–1645), Regierungsrat und juristischer Professor.
Jean-Paul-Straße, Wohngebiet „Kleintirol“ – Südoststadt
benannt nach dem Schriftsteller Jean Paul (1763–1825), wohnhaft in Meiningen von 1801 bis 1803.
Jerusalemer Straße, → Kalininring (bis 1990), Stadtteil Nord – Stadtteil Jerusalem
benannt nach dem Gutshof und Villa Jerusalem, führt heute in den gleichnamigen Stadtteil.
Jobst-von-Hagen-Straße, Stadtteil Ost
benannt nach dem bekannten und wohlhabenden Meininger Färber Jobst von Hagen (16./17. Jahrhundert).
Johannes-Brahms-Straße, Stadtteil Ost
benannt nach dem Komponisten Johannes Brahms, er war oft zu Gast im Herzoghaus und bei der Meininger Hofkapelle.
Jordangasse, Ortsteil Walldorf
südlicher Ortskern.
Josua-Stegmann-Straße, Ortsteil Sülzfeld
Lage im ab 1990 neu angelegten Wohngebiet.

## K
Käfig, Ortsteil Walldorf
Ortskern, ab 2020 → Oberer Käfig und → Unterer Käfig.
Kahle Leite, Wohngebiet „Am Weißbachtal“, Dreißigacker-Süd
Flurname.
Kaiserallee, Zentrum
um 1800 mit dem Englischen Garten angelegt, nach Bau der Werrabahn in → Lindenallee umbenannt.
Kalininring, Stadtteil Jerusalem
Michail Iwanowitsch Kalinin, russischer Politiker, ab 1980 angelegtes Straßennetz, 1990 in → Am Kiliansberg, → Unterer und Oberer Welkerhäuser Weg, → Jerusalemer Straße und → Seniorenweg umbenannt.
Karl-Liebknecht-Straße, Ortsteil Walldorf
südliche Ortslage, benannt nach Karl Liebknecht.
Karl-Marx-Straße, Zentrum
Karl Marx (1818–1883), Philosoph und Kritiker des Kapitalismus, schrieb Das Kommunistische Manifest, 1990 in → Ludwig-Chronegk-Straße umbenannt
Karl-Zeitz-Straße, Stadtteil Ost
Karl Zeitz (1844–1912), Politiker und Brauereibesitzer, seit 1990 → Günter-Raphael-Straße.
Karlsallee, Zentrum
Lage zwischen Schlosspark und → Bernhardstraße.
Kärntner Straße, Wohngebiet „Kleintirol“ – Südoststadt.
benannt nach dem österreichischen Bundesland Kärnten.
Kasernenstraße (bis ca. 1900 und 1990–2016), Zentrum
anliegend an der ehemaligen Hauptkaserne, dem heutigen Justizzentrum Meiningen, seit 2016 → Bella-Aul-Straße.
Kastanienallee, Wohngebiet „Blumenviertel“ – Stadtteil Ost
mit Kastanienbäumen bepflanzte Allee.
Kellergasse, nördliche Altstadt
alter Name für → Postgasse.
Keltenweg, Ortsteil Herpf
Hauptstraße, Status: Landesstraße 1124, benannt nach dem Volksstamm Kelten, bis 2019 Stepfershäuser Straße.
Kerfich, Ortsteil Sülzfeld
nach 1990 neu angelegtes Wohngebiet.
Kirchberg, Ortsteil Dreißigacker
Lage im Ortskern, führt zur Kirche.
Kirchblick, Ortsteil Stepfershausen
Lage im Ortskern.
Kirchgasse, Ortsteil Herpf
Lage im Ortszentrum.
Kirchgasse, östliche Altstadt
alter Name für → Alte Kirchgasse.
Kirchgraben, Ortsteil Stepfershausen
westlich der Hauptstraße, führt zur Kirche.
Kirchhag, Ortsteil Herpf
Lage im Süden des Ortes.
Kirchstraße, Ortsteil Dreißigacker
Lage an der Ortskirche.
Klagenfurter Weg, Wohngebiet „Kleintirol“ – Südoststadt
benannt nach der österreichischen Stadt Klagenfurt.
Kleffelgasse, Ortsteil Walldorf
Lage in der Ortsmitte.
Kleffelgasse, Ortsteil Stepfershausen
Lage im Dorfkern.
Kleine Mühle, Ortsteil Stepfershausen
Lage im Ortskern
Klostergasse, → Hospitalgasse, Zentrum
benannt nach dem 1817 abgerissenen Franziskanerkloster.
Knochenhauerstraße, Zentrum
ca. 1900 bis 1955, seit 2016 → Bella-Aul-Straße.
Kornleite, Wohngebiet „Am Weißbachtal“, Dreißigacker-Süd
Flurname.
Kniebreche, Ortsteil Walldorf
Straßenzug im Osten des Dorfes.
Kniebreche, Ortsteil Stepfershausen
Lage am westlichen Ortsrand am Hang des Gebabergs.
Kressehof, Ortsteil Walldorf
Lage im Ortskern, Sitz der Ortsteilverwaltung und des Bürgerhauses „Kressehof“.
Kreuzstraße, Stadtteil Nord
1898 benannt, hier befand sich von 1316 bis 1642 die Siechenkirche „Zum Heiligen Kreuz“.
Kufsteiner Weg, Wohngebiet „Kleintirol“ – Südoststadt
benannt nach der österreichischen Stadt Kufstein.
Kuhhole, Ortsteil Wallbach
Lage an der Ortskirche, ab 2020 aus der Kirchstraße und Schulstraße gebildet.

## L
Landsbergblick, Stadtteil Welkershausen
angelegt nach 1980, Lage unterhalb vom Stadtteil Jerusalem.
Landsberger Straße, Zentrum – Nordweststadt
führt zum Berg und Schloss Landsberg, weiter in die Rhön, mit 1,7 Kilometer die drittlängste innerstädtische Straße der Stadt.
Landwehrstraße, Südoststadt
Name bezieht sich auf die im Mittelalter angelegte Obere Landwehr.
Lange Gasse, westliche Altstadt
Hauptstraße der westlichen Altstadt, seit 1874 → Ernestinerstraße.
Lehmhofgasse, Ortsteil Henneberg
westlich vom Ortskern.
Leipziger Straße, Zentrum – Stadtteil Nord – Stadtteil Welkershausen
benannt nach der sächsischen Stadt Leipzig, die Meiningen nach dem Stadtbrand von 1874 großzügig beim Wiederaufbau unterstützte, im Nordteil Bundesstraße 19, mit 3,1 Kilometer die längste und verkehrsreichste innerstädtische Straße der Stadt.
Leninstraße, Stadtteil Jerusalem
Lenin, russischer Revolutionär, 1990 in → Am Haselbusch und → Am Steingraben umbenannt.
Lerchenweg, Herpf – Neubaugebiet
bis 2010 Finkenweg, benannt nach der Vogelfamilie Lerche.
Lindenallee, → Kaiserallee, Zentrum
breite, vierreihig mit Linden gepflanzte Allee, anliegend am Englischen Garten.
Linsengasse, Ortsteil Walldorf
Lage im Ortskern.
Linsengrund, Wohngebiet „Kleintirol“ – Südoststadt
Flurname
Ludwig-Chronegk-Straße, → Sedanstraße (ab 1874), → Karl-Marx-Straße (1945-1990), Zentrum
nach dem Stadtbrand von 1874 neu trassierte Straße an Stelle der → Ölgasse und dem → Engelsgässchen, benannt nach dem Intendanten und Schauspieler Ludwig Chronegk (1837–1891).
Luisenstraße, Zentrum
nach dem Stadtbrand von 1874 neu trassierte Straße etwa an Stelle der → Metzengasse, benannt nach Herzogin Luise Eleonore von Sachsen-Meiningen.

## M
Marienstraße, → Puschkinstraße (1945-1990), Zentrum
1825 angelegt und 1831 benannt nach der Herzogin Marie Friederike Christine von Hessen-Kassel (1804–1888), Gemahlin von Herzog Bernhard II., anliegend am Englischen Garten.
Marienstraße, Ortsteil Walldorf
ab 2020 → Am Roten Haus und Teil der Sackgasse.
Marienweg, Nordweststadt
Lage am Herrenberg.
Markt, → Platz der Republik (1950-1990), Zentrum
bereits um 1000 entstanden, seitdem werden dort regelmäßig Märkte abgehalten, bedeutendster und ältester Platz der Stadt.
Marktwasserweg, Südstadt
benannt nach einem Gewässer, das die Stadt mit Wasser versorgte.
Märzenquelle, Stadtteil Dreißigacker
Flurname, Lage im Gewerbegebiet, anliegend das Hightech-Unternehmen ADVA Optical Networking.
Maßfelder Weg, Südstadt
führt zu den Nachbargemeinden Ober- und Untermaßfeld.
Mauergasse, → Hinter der Mauer, westliche Altstadt
Lage entlang der südwestlichen Stadtmauer.
Meininger Fußweg, Dreißigacker – Südweststadt
teilweise fußläufiger Verbindungsweg von Dreißigacker nach Meiningen.
Meininger Straße, Ortsteil Walldorf
Bundesstraße 19, führt zur → Leipziger Straße der Kernstadt, anliegend der Bahnhof Walldorf/Werra.
Meisengasse, Altstadtviertel „Töpfemarkt“
benannt nach dem Gasthaus „Zur Meise“, das sich schon vor dem Dreißigjährigen Krieg vor Ort befand.
Melkerser Straße, Ortsteil Walldorf
Teil der Landesstraßen 1124 und 2624, führt von der Spitalstraße bis zur Stadtgrenze zum Nachbarort Melkers.
Metzengasse, Altstadt
1874 durch den Stadtbrand vernichteter Straßenzug, heute etwa → Luisenstraße.
Mittelstraße, Wohngebiet „Schafhof“ – Stadtteil Ost
benannt nach der Lage im Wohngebiet Schafhof.
Mittelweg, Ortsteil Walldorf
südliche Ortslage, ab 2020 neuer Name für die Straßen An der Herpf und Mittelstraße.
Mittlere Dorfstraße, Ortsteil Dreißigacker
Lage im Ortskern.
Mittlere Pforte, Zentrum
Straße am ehemaligen (westlichen) Mittleren Stadttor, heute → Am Mittleren Rasen.
Mittlerer Siedlungsweg, Ortsteil Dreißigacker
Lage im Süden des Ortes.
Moritz-Seebeck-Allee, Stadtteil Jerusalem
nach 1995 neu angelegte Allee, benannt nach Moritz Seebeck (1805–1884), Pädagoge und Geheimer Staatsrat.
Mozartstraße, Ortsteil Walldorf
südliche Ortslage, benannt nach Wolfgang Amadeus Mozart.
Mühlleitenweg, Ortsteil Wallbach
westlich der Ortsmitte, 2020 erweitert um die Straßen Am Friedhof und Am Wehr.
Mühlpforte, Ortsteil Stepfershausen
Lage am östlicher Dorfrand.
Mühlstraße, Ortsteil Sülzfeld
Lage am nördlichen Ortsrand.

## N
Nachtigallenstraße, Zentrum
Hauptstraße im gleichnamigen Wohngebiet, Villenviertel, benannt nach der Vogelart Nachtigall.
Nachtigallenweg, Ortsteil Herpf – Neubaugebiet
benannt nach der Vogelart Nachtigall.
Nelkenweg, Wohngebiet „Blumenviertel“ – Stadtteil Ost
Nelken, Blumengattung.
Neubaustraße, Ortsteil Walldorf
südliche Ortslage.
Neue Gasse, Ortsteil Sülzfeld
im Ortskern.
Neue Straße, Ortsteil Träbes
obere Dorflage.
Neuer Weg, Ortsteil Herpf
Lage im Osten des Stadtteils.
Neuer Weg, Ortsteil Stepfershausen
südöstliche Ortslage, seit 2020 Am Weiher.
Neues Viertel, Ortsteil Walldorf
Lage im Süden des Ortes, 2020 erfolgte Neubenennung der Walldorfer Straßen Gartenstraße, Goethestraße und Schillerstraße in Neues Viertel.
Neumühlenweg, „Stillhof“ – Südweststadt
Lage an einer Triftmühle (Neumühle), Fortsetzung des → Walkmühlenweges, weiterführend als Main-Werra-Radweg nach Sülzfeld.
Neunkirchner Straße, Stadtteil Ost
1935 benannt nach der saarländischen Stadt Neunkirchen.
Neu-Ulmer Straße, → Halbestadtstraße, → Bismarckstraße (ab 1880), → Ernst-Thälmann Straße (ab 1945), Zentrum
1990 benannt nach der bayerischen Partnerstadt Neu-Ulm, trassiert auf dem ehemaligen äußeren Stadtgraben der Stadtbefestigung, eine der verkehrsreichsten Straßen der Stadt.
Nonnenplan, Altstadtviertel „Töpfemarkt“
Name des Platzes bezieht sich auf das im Mittelalter vor Ort befindlich gewesenen Beginenhaus, heute Nonnenhof genannt.
Nöthstraße, Stadtteil Ost
1925 benannt nach Christoph Nöth, einem bekannten Meininger Weber, der entscheidend zur Entwicklung der Barchentweberei beitrug.

## O
Oberdorf, Ortsteil Herpf
Lage im Ortskern.
Obere Dorfstraße, Ortsteil Wallbach
Teil der örtlichen Hauptstraße, 2020 erweitert um einen Teil der Straße Plan.
Obere Gasse, Ortsteil Henneberg
südliche Ortslage.
Obere Kaplaneigasse, südliche Altstadt
im Mittelalter Wohnort von Kaplanen.
Obere Kuhtrift, Südweststadt
einstiger Wirtschaftsweg auf die Dreißigackerer Hochebene.
Obere Landwehr, Stadtteil Ost
benannt nach der vor Ort befindlichen Oberen Landwehr, einer ehemaligen Grenzanlage aus dem Mittelalter, nahe der → Landwehrstraße.
Obere Marktgasse, auch Obere Marktstraße, südliche Altstadt
seit dem Mittelalter die Hauptstraße zwischen dem Marktplatz und dem Oberen Tor, seit 1874 → Anton-Ulrich-Straße.
Obere Sackgasse, Ortsteil Dreißigacker
Stichstraße, Lage im Ortskern.
Obere Schafgasse, Ortsteil Dreißigacker
südliche Ortslage.
Obere Schöne Aussicht, → Schöne Aussicht, Dreißigacker
Lage am nördlichen Ortsrand, umbenannt 2010.
Oberer Heimstättenweg, Stadtteil Ost
Name bezieht sich auf ein Wohnbauprogramm der Meininger Baugenossenschaft ab 1920.
Oberer Käfig, Ortsteil Walldorf
im Ortskern, bis 2019 westlicher Teil von Käfig.
Oberer Kirchhag, Ortsteil Herpf
Lage im Süden des Stadtteils.
Oberer Panoramaweg, Wohngebiet „Herrenstück“, Stadtteil Ost
von Adolf Braun angelegter Spazier- und Wanderweg, teilweise bebaut, → Unterer Panoramaweg.
Oberer Reitgrund, Wohngebiet „Am Weißbachtal“, Dreißigacker-Süd
Flurname.
Oberer Waldweg, Wohngebiet „Herrenstück“, Stadtteil Ost
Name durch Lage im Wald, Eigenheimgebiet.
Oberer Weißer Weg, Stadtteil Jerusalem
benannt seit 2017, zuvor nördlicher Teil vom → Weißer Weg.
Oberer Welkershäuser Weg, Stadtteil Jerusalem
Lage nahe dem Stadtteil Welkershausen.
Obertorgasse, Ortsteil Herpf – Ortskern
führte zum einstigen nördlichen Tor der Dorfbefestigung.
Obertshäuser Platz, Stadtteil Jerusalem
1995 neu angelegter Platz, benannt nach der hessischen Partnerstadt Obertshausen, anliegend das Landratsamt.
Oelberg, Südstadt
Querstraße zur → Schönen Aussicht (Meiningen), Villenviertel.
Ölgasse, Altstadt
1874 durch den Stadtbrand vernichteter Straßenzug, heute etwa → Ludwig-Chronegk-Straße.
Otto-Ludwig-Straße, Stadtteil Ost
benannt nach dem Schriftsteller Otto Ludwig (1813–1865).
Otto-Nuschke-Straße, Stadtteil Nord
Otto Nuschke, CDU-Vorsitzender in der DDR, 1990 in → Bodenweg rückbenannt.

## P
Pappenstein, Ortsteil Stepfershausen
südliche Ortslage.
Paul-Motz-Weg, Ortsteil Dreißigacker
Paul Motz (1817–1904), Mundartdichter, Förster.
Paul-Voigt-Straße, Stadtteil Ost
Paul Voigt (1876–1944), sozialdemokratischer Reichstagsabgeordneter, 1944 von der Gestapo ermordet, seit 1990 → Georg-Leubuscher-Straße.
Pelzrainstraße, Ortsteil Sülzfeld
Lage am nördlichen Ortsrand.
Pfarrgasse, Ortsteil Walldorf
im Ortskern, anliegend die Kirchenburg Walldorf.
Platz an der Kapelle, südliche Altstadt
benannt nach einer Sühne-Kapelle, die hier von 1384 bis 1556 stand.
Platz der Republik, Zentrum
1949 Gründung der DDR, bedeutendster Platz der Stadt, 1990 in → Markt rückbenannt.
Platzwiese, Stadtteil Helba
Flurname.
Postgasse, → Kellergasse, nördliche Altstadt
benannt nach einer Poststation von Thurn und Taxis vor Ort im 19. Jahrhundert.
Pulverrasenweg, → Synagogenweg, Zentrum
benannt nach der Flussaue Pulverrasen, bis 1938 Standort der Synagoge, → Auf dem Pulverrasen → demnächst wieder der Synagogenweg.
Puschkinplatz, Zentrum
Alexander Sergejewitsch Puschkin (1799–1837), russischer Dichter, war Teil des Schlossplatzes, 1990 wieder eingegliedert.
Puschkinstraße, Zentrum
Alexander Sergejewitsch Puschkin, siehe → Puschkinplatz, 1990 in → Marienstraße rückbenannt.

## Q
Querstraße, Wohngebiet „Schafhof“ – Stadtteil Ost
benannt nach der Lage im Wohngebiet Schafhof.
Querweg, Ortsteil Herpf
Lage im Norden des Stadtteils.

## R
Rainstraße, Ortsteil Sülzfeld
im Ortskern.
Rathenaustraße, Stadtteil Ost
Walther Rathenau, Sozialdemokrat und deutscher Außenminister, heute → Bachstraße.
Regerstraße, Stadtteil Ost
1926 benannt nach dem Komponisten und Dirigenten Max Reger (1873–1916), hiesiger Hofkapellmeister von 1911 bis 1914.
Reinwaldstraße, Wohngebiet „Weidig“ – Stadtteil Nord
Wilhelm Friedrich Hermann Reinwald (1737–1815), Hofbibliothekar und Sprachwissenschaftler, Schwager und Freund von Friedrich Schiller, heiratete Schillers ältere Schwester Christophine.
Reusengasse, Altstadtviertel „Töpfemarkt“
eine der ältesten Gassen der Stadt, Name entstammt vermutlich einem Familienname.
Riedgasse, Ortsteil Sülzfeld
im Ortskern.
Ringstraße, Ortsteil Walldorf
südlicher Ortsrand, Eigenheim-Neubaugebiet.
Ringstraße, Ortsteil Sülzfeld
südöstliche Ortslage, 2024 in → An der Wehd umbenannt.
Ringweg, Ortsteil Herpf
Lage am Westrand des Stadtteils.
Ritschenhäuser Straße, Henneberg
östliche Ortslage, Kreisstraße 2526, führt zur Gemeinde Ritschenhausen.
Rhönblick, Stadtteil Jerusalem
Rhön, westlich der Stadt gelegenes Mittelgebirge, 1995 angelegte Straße auf dem Gelände der ehemaligen Barbarakaserne, Eigenheimgebiet.
Riethweg, Ortsteil Wallbach
östlich der Ortsmitte.
Riethhag, Ortsteil Sülzfeld
nach 1990 neu angelegtes Wohngebiet.
Robert-Blum-Straße, Stadtteil Nord
Robert Blum (1807–1848), seit 1990 → Heimstraße.
Robert-Koch-Straße, Stadtteil Ost
Robert Koch (1843–1910), Mediziner und Mikrobiologe.
Rohrer Stirn, Stadtteil Ost
Flurname, anliegend das gleichnamige Freizeitzentrum mit Bäder und Caravanplatz.
Rohrer Straße, Stadtteil Ost
1874 angelegt, benannt nach der Gemeinde Rohr, dahin führend, Autobahnzubringer A71 / AS Meiningen-Nord.
Rohrer Weg, Stadtteil Ost
alter Name für die → Gartenstraße.
Rommelgasse, Ortsteil Henneberg
westlich vom Ortskern.
Röntgenstraße, Stadtteil Ost
benannt nach dem Physiker Wilhelm Conrad Röntgen (1845–1923).
Rosa-Luxemburg-Straße, Stadtteil Ost
Rosa Luxemburg, Sozialdemokratin und Revolutionärin, seit 1990 → An der Morgenleite.
Rosenweg, Wohngebiet „Blumenviertel“ – Stadtteil Ost
Rosen, eine Pflanzengattung, Blume.
Rudolf-Breitscheid-Straße, Zentrum
Rudolf Breitscheid (1874–1944), sozialdemokratischer Politiker, 1944 ermordet, 1990 Rückbenennung in → Wettiner Straße.

## S
Saarbrückener Straße, Wohngebiet „Schafhof“ – Stadtteil Ost
1935 benannt nach der saarländischen Hauptstadt Saarbrücken.
Sachsenstraße, Zentrum
nach dem Stadtbrand von 1874 neu trassierte Straße etwa an Stelle der → Unteren Freitagsgasse, bezieht sich auf das Herzogtum Sachsen.
Sackgasse, Altstadt
umbenannt in → Schlossgasse.
Sackgasse, Ortsteil Walldorf
im Ortskern, 2020 um einen Teil der ehemaligen Marienstraße erweitert.
Salzmannsgasse, östliche Altstadt
1874 durch den Stadtbrand vernichteter Straßenzug, benannt nach einer Quelle, heute etwa → Eleonorenstraße.
Sandweg, Ortsteil Stepfershausen
nördlicher Dorfrand.
Schäfergasse, Ortsteil Stepfershausen
nördlich der Ortsmitte.
Schafgasse, Ortsteil Walldorf
Lage im Ortskern.
Schafhof, Ortsteil Walldorf
Lage im nördlichen Ortskern.
Schallerstraße, Stadtteil Ost
Karl Schaller (1846–1922), Oberbürgermeister (1882–1889) und Ehrenbürger (1917) von Meiningen.
Schaubachstraße, Stadtteil Ost
Georg Karl Friedrich Schaubach (1833–1906), Theologe, Oberhofprediger und Ehrenbürger (1906) der Stadt, Straße anliegend am Parkfriedhof Meiningen.
Scheergasse, Ortsteil Walldorf
östlich vom Ortskern.
Scheidegasse, Ortsteil Henneberg
südwestlicher Dorfrand, anliegend der Sportplatz.
Schillerstraße, Zentrum
Friedrich Schiller, weilte oft in Meiningen, Schwester Christophine war mit hiesigen Hofbibliothekar Rheinwald verheiratet, vor Ort die 1905 gepflanzte „Schillereiche“, Lage im Villenviertel → Nachtigallenstraße.
Schillerstraße, Ortsteil Walldorf
südliche Ortslage, ab 2020 Teil vom → Neues Viertel.
Schießgasse, Zentrum
Lage im Villenviertel → Nachtigallenstraße.
Schlossberg, Ortsteil Dreißigacker
Lage im Ortskern, führt zum Schloss Dreißigacker.
Schlossgasse, → Sackgasse, westliche Altstadt – Zentrum
Gasse führt zum Schloss über die → Burggasse.
Schlossplatz, nordwestliche Altstadt
ausgedehnter Platz zwischen → Klostergasse und → Burggasse vor dem Schloss Elisabethenburg, östlicher Teil hieß zwischen 1950 und 1990 → Puschkinplatz, nach 2000 aufwändig historisierend gepflastert.
Schlundgasse, Zentrum
südlich anliegend am ehemaligen Rathaus, benannt nach dem Ratskeller des Rathauses, in Franken auch → Schlundhaus genannt.
Schmidtsgasse, Ortsteil Einödhausen
örtliche Bezeichnung.
Schmiedsgasse, Ortsteil Herpf
Schmied, führte zum einstigen unteren Tor der Dorfbefestigung.
Schöne Aussicht, Südstadt
erschließt ein Ende des 19. Jahrhunderts angelegtes Villenviertel südöstlich der Altstadt.
Schöne Aussicht, Stadtteil Dreißigacker
benannt nach der örtlichen Lage, seit 2010 → Obere Schöne Aussicht.
Schreinergasse, Ortsteil Herpf
Schreiner, Lage im Ortszentrum.
Schuhgasse, Altstadt
1874 durch den Stadtbrand vernichteter Straßenzug, heute etwa → Wettiner Straße.
Schulberg, Ortsteil Dreißigacker
Lage der einstigen Dorfschule.
Schulgasse, Ortsteil Henneberg
Ortskern, anliegend ehemalige Dorfschule und die Dorfkirche Henneberg.
Schulstraße, Meiningen Zentrum
ab 2020 → Elisabeth-Schumacher-Straße.
Schulstraße, Ortsteil Walldorf
nahe der „Grundschule Landsbergblick“.
Schulstraße, Ortsteil Wallbach
ab 2020 Teil der → Kuhhole und → In der Ecke.
Schützenweg, Ortsteil Sülzfeld
östliche Ortslage im Gewerbegebiet „Am Still“.
Schwabenberg, Altstadtviertel „Töpfemarkt“
eine der ältesten Straßen der Stadt, befindet sich im Altstadtviertel Töpfemarkt.
Schwarzer Weg, Ortsteil Walldorf
führt von der Bahnhofsstraße in das Gewerbegebiet.
Schwedenstraße, Stadtteil Nord
hier lagerten im Dreißigjährigen Krieg zum Schutz der Stadt schwedische Truppen, Benennung 1907.
Schweizergasse, westliche Altstadt
Name von Personen oder Volksgruppen hergeleitet.
Sedanstraße, Altstadt
Sedan, Stadt in Frankreich, neu trassierte Straße etwa an Stelle der → Ölgasse und dem → Engelsgässchen nach dem Stadtbrand von 1874, benannt nach der Schlacht von Sedan, heute → Ludwig-Chronegk-Straße.
Seebaer Straße, Ortsteil Herpf
Kreisstraße 2588, benannt nach dem Nachbarort Seeba (Rhönblick), dahin führend.
Seedamm, Ortsteil Walldorf
südlich dem Ortskern.
Seniorenweg, Stadtteil Jerusalem
Straße wurde nach 1990 nach dem vor Ort befindlichen Seniorenheim benannt.
Siedlerweg, Stadtteil Ost
Name bezieht sich auf die Erbauer einer neuen Siedlung ab 1930.
Solzer Straße, Ortsteil Walldorf
benannt nach dem Rippershäuser Ortsteil Solz, anliegend der Friedhof.
Sommerleite, Ortsteil Dreißigacker
Flurname, östliche Ortslage.
Spießenleite, Nordweststadt
benannt nach einem Flurnamen.
Spießweg, Ortsteil Sülzfeld
nach 1990 neu angelegte Wohnstraße.
Spitalstraße, Ortsteil Walldorf
Teil der Haupt- und Landesstraße 2624 südlich vom Ortskern.
Spitalweg, Südstadt
der Weg führte einst zu dem Spital in Grimmenthal.
Starenweg, Wohngebiet „Wandervogel“ – Stadtteil Ost
benannt nach der Vogelart Star.
Steinweg, Südstadt
benannt nach einem Flurnamen.
Stepfershäuser Straße, Ortsteil Herpf
Landesstraße, führt zum Ort Stepfershausen, ab 2020 → Keltenweg.
Stephanstraße, Ortsteil Walldorf
Lage im Ortskern.
Stiefelsgraben, Stadtteil Ost
Straße in einer großen Erosionsrinne, Namensgeber war eine hier einst ansässige Familie.
Stillhof, Südweststadt
hier befand sich ein großer Gutshof, heute einige Wohnhäuser und Gewerbe.
Stoetzerstraße, Stadtteil Nord
Louis Stoetzer (1842–1906), General der Infanterie, Kommandeur des 2. Thüringischen Infanterie-Regiments Nr. 32, seit 1990 → Heimstraße.
Straße der Befreiung, Stadtteil Ost
bis 1990 nördliches Teilstück der → Gutsstraße.
Straße der DSF, Stadtteil Jerusalem
DSF, 1990 in → Utendorfer Straße rückbenannt.
Straße der Einheit, Ortsteil Walldorf
südliche Ortslage, erinnert an die Deutsche Wiedervereinigung.
Straße der Gesundheit, Zentrum
hier befanden sich eine Reihe von Polikliniken, heute Arztpraxen, 1990 in → Charlottenstraße rückbenannt.
Straße der Justiz, Stadtteil Nord
Im Jahr 2000 neu angelegte Straße im Justizzentrum auf dem Gelände der ehemaligen Hauptkaserne, anliegend weiterhin die Polizeiinspektion und die Bundesbankfiliale.
Straße des 3. Oktober, Ortsteil Walldorf
südliche Ortslage, 3. Oktober – Tag der Deutschen Einheit.
Straße des 7. Oktober, Weststadt
7. Oktober 1949 – Gründungstag der DDR, 1990 in → Helenenstraße rückbenannt.
Straße des 8. März, Ortsteil Walldorf
südliche Ortslage, 8. März – Internationaler Frauentag.
Struppgasse, → Herrengasse, Ortsteil Dreißigacker
benannt nach dem Bankier Gustav Strupp.
Sülzfelder Kirchgasse, Ortsteil Sülzfeld
Lage im Ortskern, bis 2023 Kirchgasse.
Sülzfelder Schulstraße, Ortsteil Sülzfeld
westliche Ortslage, bis 2023 Schulstraße.
Synagogenweg, Altstadt
benannt nach der vor Ort befindlich gewesenen Synagoge, 1938 zerstört, heute → Pulverrasenweg.

## T
Tanzberg, Ortsteil Walldorf
Teil der Haupt- und Landesstraße 2624 im Ortskern.
Templerweg, Stadtteil Nord
Straße führt vom → Flutgraben zur → Leipziger Straße, Ort eines Tempelherrenhauses (1129–1311).
Thomas-Müntzer-Straße, Ortsteil Walldorf
benannt nach Thomas Müntzer, langer Straßenzug in der westlichen Ortslage, anliegend Kindergarten und Grundschule.
Tiroler Weg, Wohngebiet „Kleintirol“ – Südoststadt
benannt nach dem österreichischen Bundesland Tirol.
Tongraben I, Südstadt
Flurname, Erosionsrinne, benannt nach den hiesigen Tonvorkommen.
Tongraben II, Südstadt
Flurname.
Tongraben III, Südstadt
Flurname.
Töpfemarkt, → Gasse vor der Gans (1475-1843), Altstadt
einer der ältesten Plätze der Stadt, hier boten bis Anfang des 20. Jahrhunderts Töpfer ihre Ware an, Namensgeber für das hiesige Altstadtviertel.
Torgartenweg, Ortsteil Walldorf
Lage im westlichen Ortskern.
Träbeser Dorfstraße, Ortsteil Träbes
westlich der Hauptstraße.
Träbeser Hauptstraße, Ortsteil Träbes
führt durch den Ort, Status: Kreisstraße 2572.
Träbeser Straße, Ortsteil Stepfershausen
führt nach Träbes, Status: Kreisstraße 2572.
Trift, Ortsteil Dreißigacker
Flurname, Lage im Gewerbegebiet, Standort des Wasserturms, einem neuen Wahrzeichen der Stadt.
Tulpenweg, Wohngebiet „Blumenviertel“ – Stadtteil Ost
Tulpe, Pflanzengattung.
Türckengasse, Ortsteil Stepfershausen
südlich der Ortsmitte.

## U
Untere Dorfstraße, Ortsteil Stepfershausen
Lage am östlichen Ortsrand.
Untere Freitagsgasse, Altstadt
1874 durch den Stadtbrand vernichteter Straßenzug, heute etwa → Sachsenstraße.
Untere Hauptstraße, Ortsteil Wallbach
südlicher Teil der örtlichen Hauptstraße.
Untere Kaplaneistraße, östliche Altstadt
benannt nach dem Wohnort von Kaplanen im Mittelalter.
Untere Kuhtrift, Nordweststadt
ehemaliger Wirtschaftsweg auf die Dreißigackerer Hochebene.
Untere Landwehr, Stadtteil Ost
Landwehr, mittelalterliche Grenzanlage.
Untere Marktgasse, auch Untere Marktstraße, Zentrum
seit dem Mittelalter Hauptstraße zwischen → Markt und Unterem Tor, 1874 zu zwei Drittel beim Stadtbrand vernichtet, seitdem → Georgstraße.
Untere Sackgasse, Ortsteil Dreißigacker
Stichstraße, Lage im Ortskern.
Unterer Grund, Stadtteil Welkershausen
Flurname.
Unterer Heimstättenweg, Stadtteil Ost
Name bezieht sich auf ein Wohnbauprogramm der Meininger Baugenossenschaft ab 1920.
Unterer Käfig, Ortsteil Walldorf
im Ortskern, bis 2019 östlicher Teil von Käfig.
Unterer Panoramaweg, Stadtteil Ost
von Adolf Braun angelegter Spazier- und Wanderweg, rechtsseitig bebaut, → Oberer Panoramaweg.
Unterer Reitgrund, Wohngebiet „Am Weißbachtal“, Dreißigacker
Flurname.
Unterer Siedlungsweg, Ortsteil Dreißigacker
südliche Ortslage.
Unterer Welkershäuser Weg, Stadtteil Jerusalem
nach 1980 angelegt, nahe Stadtteil Welkershausen.
Unterharles, Ortsteil Unterharles
einzige örtliche Straße.
Utendorfer Straße, → Straße der DSF (1960-1990), Stadtteil Jerusalem
benannt nach dem Nachbarort Utendorf, dahin führend.

## V
Veilchenweg, Wohngebiet „Blumenviertel“, Stadtteil Ost
Veilchen, eine Gattung der Veilchengewächse.
Viedegarten, Ortsteil Stepfershausen
östlicher Dorfrand.
Villacher Stiege, Wohngebiet „Kleintirol“ – Stadtteil Ost
benannt nach Villach, einer Stadt im österreichischen Kärnten.

## W
Wahnser Weg, Ortsteil Stepfershausen
benannt nach dem Nachbarort Wahns.
Waldrain, Wohngebiet „Am Weißbachtal“, Dreißigacker
Name durch Lage am Waldrand.
Waldweg, Wohngebiet „Herrenstück“, Stadtteil Ost
Lage am Waldrand.
Walkmühlenweg, Südweststadt
benannt nach einer Mühle.
Wallbacher Straße, Ortsteil Walldorf
Kreisstraße 2524, führt zum gleichnamigen Nachbarort.
Walldorfer Straße, Stadtteil Herpf
Hauptstraße L 1124 im Norden des Ortes, benannt nach dem Ortsteil Walldorf.
Wassergasse, Altstadtviertel „Töpfemarkt“
eine der ältesten Gassen der Stadt.
Weiherweg, Ortsteil Sülzfeld
nach 1990 neu angelegte Wohnstraße.
Weineller Weg, Stadtteil Jerusalem
verbindet zwei Wohngebiete des Stadtteils, anliegend das Henfling-Gymnasium Meiningen.
Weingartental, Weststadt
hier wurde vom 15. bis 18. Jahrhundert Wein angebaut.
Weißer Weg, Stadtteil Jerusalem – Stadtteil Helba
verbindet genannte Stadtteile, nördlicher Teil seit 2017 → Oberer Weißer Weg.
Welkershausen, Stadtteil Welkershausen
Hauptstraße des gleichnamigen Stadtteils.
Werrastraße, Südstadt
dem Fluss Werra anliegend, Autobahnzubringer A 71 / AS Meiningen-Süd.
Wettiner Straße, → Rudolf-Breitscheid-Straße (1950-1990), Zentrum
nach dem Stadtbrand von 1874 neu trassierte Straße etwa an Stelle der → Schuhgasse, benannt nach den Wettinern, einem alten sächsischen Adelsgeschlecht, dem das Haus Sachsen-Meiningen abstammt.
Wiebersgasse, Ortsteil Herpf
Lage im Dorfzentrum, 2020 erweitert um das Unterdorf.
Wintergasse, Altstadtviertel „Töpfemarkt“
eine der ältesten Gassen der Stadt, Name von Personen oder der Berufsgruppe hergeleitet.
Wolfsgrube, Ortsteil Dreißigacker
Flurname, Lage im Gewerbegebiet.
Wörthstraße, Zentrum
Wörth, französisch Wœrth, bekannt durch die Schlacht bei Wörth, nach dem Stadtbrand von 1874 neu trassierte Straße etwa an Stelle der → Büchsengasse, seit 1990 → Eduard-Fritze-Straße.

## Z
Zeisigweg, Wohngebiet „Wandervogel“ – Stadtteil Ost
der Zeisig ist eine Gattung der Finkenvögel.
Zeppelin-Straße, Industriegebiet „Rohrer Berg“
benannt nach den Zeppelin-Landungen in den 1930er Jahren auf dem Flugplatz Meiningen „Rohrer Berg“.
Zillerstraße, Stadtteil Ost
Rudolf von Ziller (1832–1912), Oberbürgermeister (1874–1882) und Ehrenbürger der Stadt (1880).
Zum Almen, Stadtteil Herpf
Haupt- und Landesstraße 2621, führt in die Nachbargemeinde Bettenhausen (Rhönblick).
Zum Brüssig, Ortsteil Sülzfeld
östliche Ortslage, bis 2023 Baumschulenweg.
Zum Bügelberg, Ortsteil Stepfershausen
südöstliche Dorflage, führt nach Rippershausen.
Zum Büchig, Ortsteil Herpf
Lage im Süden des Ortes, bis 2019 Burgweg.
Zum Eichig, Ortsteil Herpf
Lage im Osten des Ortes, bis 2019 Solzer Straße.
Zum Sechsacker, Ortsteil Henneberg
Ortskern, Flurbezeichnung.
Zum Sportplatz, Ortsteil Herpf
Lage im Gewerbegebiet.
Zur Quelle, Stadtteil Welkershausen
benannt nach einer Quelle.
Zwingergasse, → Gasse hinter der Mauer, nördliche Altstadt
Zwinger, Gasse lag entlang des nördlichen Zwingers der Stadtbefestigung.